# Sam Smith (baloncestista de 1944)
Sam Smith (Hazard, Kentucky, 27 de enero de 1944 - 19 de mayo de 2022) fue un jugador de baloncesto estadounidense que disputó cuatro temporadas en la ABA, además de jugar en la CBA. Con 2,01 metros de estatura, jugaba en la posición de ala-pívot.

## Trayectoria deportiva

### Universidad
Tras pasar dos años con los Cardinals de la Universidad de Louisville, jugó durante dos temporadas con los Panthers del Kentucky Wesleyan College, en las que promedió 19,0 puntos y 12,3 rebotes por partido. En 1966 se proclamaron campeones de la División II de la NCAA, siendo elegido Smith como mejor jugador del torneo.

### Profesional
Fue elegido en la vigésimo octava posición del Draft de la NBA de 1967 por Cincinnati Royals, y también por los Minnesota Muskies en el Draft de la ABA, fichando por estos últimos. Allí jugó una temporada, promediando 9,9 puntos y 7,6 rebotes por partido.
Al año siguiente fue traspasado a los Kentucky Colonels, donde jugó dos temporadas a un buen nivel, destacando la segunda de ellas, en la que promedió 9,6 puntos y 8,9 rebotes por partido. Pero en la temporada 1970-71, con la llegada de Dan Issel al equipo vio reducidos sus minutos, hasta ser traspasado a los Utah Stars, donde acabaría la temporada como uno de los últimos hombres del banquillo, promediando 1,5 puntos y 1,3 rebotes por partido, pero que le valió para hacerse con su único anillo de campeón, tras derritar en las Finales precisamente a su anterior equipo, los Colonels, por 4-3.

## Estadísticas de su carrera en la ABA

### Temporada regular
| Temporada | Edad | Equipo            | Liga | P   | TIT | MIN  | TC  | TCA | %TC  | 3P  | 3PA | %3P  | TL  | TLA | %TL  | R.OF. | R.DEF. | REB | ASIS | ROB | TAP | PER | FP  | PTS |
| 1967-68   | 24   | Minnesota Muskies | ABA  | 77  |     | 28.2 | 3.7 | 9.7 | .379 | 0.0 | 0.1 | .333 | 2.4 | 3.6 | .661 |       |        | 7.6 | 1.1  |     |     | 1.2 | 2.2 | 9.8 |
| 1968-69   | 25   | Kentucky Colonels | ABA  | 62  |     | 22.9 | 2.8 | 7.0 | .396 | 0.0 | 0.2 | .100 | 1.8 | 2.8 | .663 | 2.7   | 3.6    | 6.3 | 1.0  |     |     | 1.1 | 2.3 | 7.4 |
| 1969-70   | 26   | Kentucky Colonels | ABA  | 81  |     | 29.7 | 3.8 | 8.9 | .424 | 0.0 | 0.0 | .250 | 2.0 | 3.1 | .655 | 3.7   | 5.2    | 8.9 | 1.3  |     |     | 1.5 | 2.5 | 9.6 |
| 1970-71   | 27   | TOTAL             | ABA  | 35  |     | 8.6  | 1.1 | 2.7 | .419 | 0.0 | 0.1 | .200 | 0.7 | 1.1 | .615 | 1.1   | 1.2    | 2.3 | 0.6  |     |     | 0.5 | 1.2 | 2.9 |
| 1970-71   | 27   | Kentucky Colonels | ABA  | 25  |     | 10.4 | 1.3 | 2.9 | .452 | 0.0 | 0.1 | .000 | 0.9 | 1.4 | .629 | 1.2   | 1.6    | 2.7 | 0.6  |     |     | 0.7 | 1.4 | 3.5 |
| 1970-71   | 27   | Utah Stars        | ABA  | 10  |     | 4.3  | 0.6 | 2.0 | .300 | 0.1 | 0.3 | .333 | 0.2 | 0.4 | .500 | 1.0   | 0.3    | 1.3 | 0.4  |     |     | 0.1 | 0.8 | 1.5 |
| Total     |      |                   | ABA  | 255 |     | 24.7 | 3.1 | 7.9 | .401 | 0.0 | 0.1 | .200 | 1.9 | 2.9 | .657 | 2.9   | 3.8    | 7.0 | 1.1  |     |     | 1.2 | 2.2 | 8.2 |

### Playoffs
| Temp.   | Edad | Equipo            | Liga | P  | MIN | TCA | TC  | 3PA | 3P | TLA | TL  | R.OF. | REB | ASIS | ROB | TAP | PER | FP | PTS | %TC  | %3P  | %FT  | MIN  | PTS  | REB | AST |
| 1967-68 | 24   | Minnesota Muskies | ABA  | 10 | 374 | 56  | 142 | 0   | 0  | 35  | 51  |       | 81  | 12   |     |     | 15  | 39 | 147 | .394 |      | .686 | 37.4 | 14.7 | 8.1 | 1.2 |
| 1968-69 | 25   | Kentucky Colonels | ABA  | 7  | 157 | 19  | 57  | 0   | 2  | 7   | 16  |       | 42  | 9    |     |     | 8   | 24 | 45  | .333 | .000 | .438 | 22.4 | 6.4  | 6.0 | 1.3 |
| 1969-70 | 26   | Kentucky Colonels | ABA  | 12 | 354 | 54  | 99  | 0   | 0  | 28  | 38  |       | 96  | 12   |     |     | 25  | 31 | 136 | .545 |      | .737 | 29.5 | 11.3 | 8.0 | 1.0 |
| 1970-71 | 27   | Utah Stars        | ABA  | 3  | 10  | 2   | 6   | 0   | 2  | 0   | 0   | 2     | 3   | 1    |     |     | 0   | 1  | 4   | .333 | .000 |      | 3.3  | 1.3  | 1.0 | 0.3 |
| Total   |      |                   | ABA  | 32 | 895 | 131 | 304 | 0   | 4  | 70  | 105 | 2     | 222 | 34   |     |     | 48  | 95 | 332 | .431 | .000 | .667 | 28.0 | 10.4 | 6.9 | 1.1 |